# 中継ステーション
『中継ステーション』（ちゅうけいすてーしょん　原題：Way Station）は、アメリカのクリフォード・D・シマックのSF小説である。1964年にヒューゴー賞長編部門を受賞した。

## あらすじ
アメリカの片田舎にある、なんの変哲もない一軒の家。そこで暮らす男イノック・ウォーレスは、見た目は30代だが実際の年齢は100歳をゆうに超えていた。この家は、異星人の科学力で造られていて、内部での時間の流れがきわめて遅いためである。また、この家の中には、やはり異星人によって設置された物質転送機があり、星から星へと旅する異星人の「中継駅」となっていた。この駅の管理人であるウォーレスは、ここを訪れる旅行者との交流を楽しんでいた。知り合いになった異星人の中には、彼への手土産を持ってくる者もあった。ある時には、歓談をしていたときに突然亡くなり、ウォーレスの手によって地球に埋葬された旅行者もいた。時代が流れ、地球では第三次世界大戦の影が忍び寄っていた。また銀河系の中でも、秩序を保つための機械「魔法装置」が盗まれるという混乱が発生していた。それを盗んだ犯人が、ウォーレスの駅に突然やってきたのである。

## 登場人物
- イノック・ウォーレス - 中継駅の管理人。
- ウィンスロウ・グラント - 郵便配達人。イノックと仲が良い。
- クロード・ルイス - CIAの職員。埋葬されていた異星人を発見した。
- フィッシャー家 - イノックの家の近くに住んでいる家族。
- ユリシーズ - 人間ではない異星人。科学の知識を持っていたイノックを、駅の管理人にスカウトした。
- 霞人間 - 人間ではないヴェガ星人。イノックが訪問を楽しみにしている。

## 書誌情報
- 「中継ステーション」　船戸牧子訳　ハヤカワ文庫SF　SF265  1977年10月15日